# Тома, Рене
Рене Тома (фр. René Thomas, 20 августа 1865 — 20 июля 1925) — французский стрелок, бронзовый призёр летних Олимпийских игр 1900 года.
На Играх Тома участвовал в соревнованиях по стрельбе из винтовки. В стрельбе стоя он занял 24-е место с 254 очками, с колена 27-ю позицию с 259 баллами, и лёжа 19-е место с 295 очками. В стрельбе из трёх позиций, в которой все ранее набранные очки складывались, Тома стал 26-м. В командном соревновании его сборная стала третьей, получив бронзовые медали.